# Mitlödi
Mitlödi (toponimo tedesco) è una frazione di 1 000 abitanti del comune svizzero di Glarona Sud, nel Canton Glarona.

## Geografia fisica
Mitlödi si trova nella valle del fiume Linth, su una frana preistorica, a un'altitudine di 504 metri. È costituito dal villaggio di Mitlödi e dalla sezione separata di Ennetlinth sulla riva destra del Linth. Il villaggio di Schwanden si trova a monte e a sud, mentre la città di Glarona si trova a valle e a nord.
Mitlödi ha una superficie, come definito dai precedenti confini comunali del 2006, di 6 5 km². Di questa superficie, il 32,1% è utilizzato per scopi agricoli, mentre il 56,1% è coperto da foreste. Del resto del territorio, il 7,4% è abitato (edifici o strade) e il resto (4,5%) è improduttivo (fiumi, ghiacciai o montagne).[

## Storia

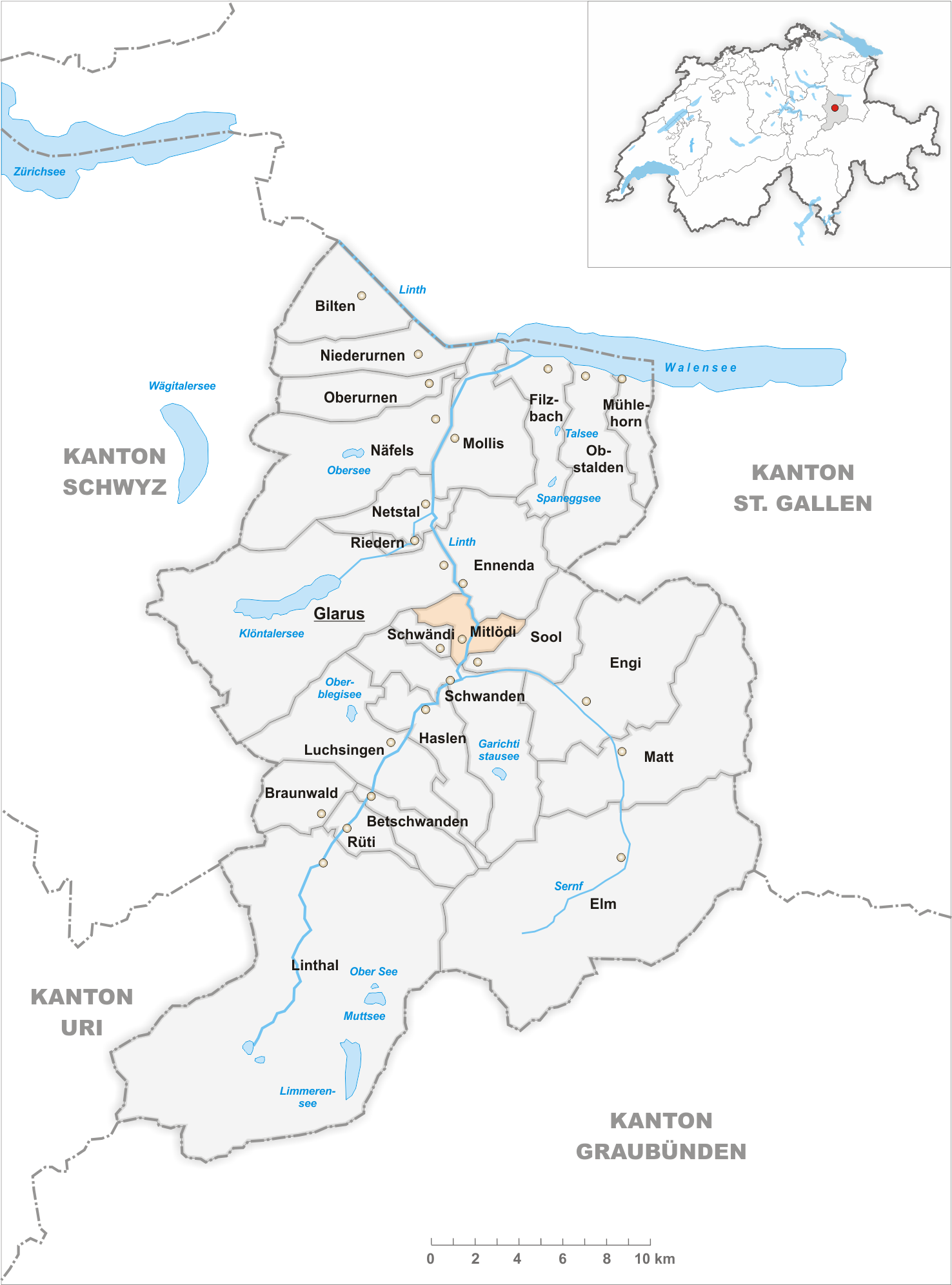
Il territorio del comune di Mitlödi prima degli accorpamenti comunali del 2011,

Mitlödi viene menzionato per la prima volta nel 1320 come Mitlodi
Nel 1879, Mitlödi fu collegata alla rete ferroviaria svizzera con l'apertura della linea ferroviaria del Nord-Est svizzero da Weesen.
Già comune autonomo che si estendeva per 6,25 km² e che comprendeva anche la frazione di Ennetlinth, il 1º gennaio 2011 è stato accorpato agli altri comuni soppressi di Betschwanden, Braunwald, Elm, Engi, Haslen, Linthal, Luchsingen, Matt, Rüti, Schwanden, Schwändi e Sool per formare il nuovo comune di Glarona Sud.

## Monumenti e luoghi d'interesse

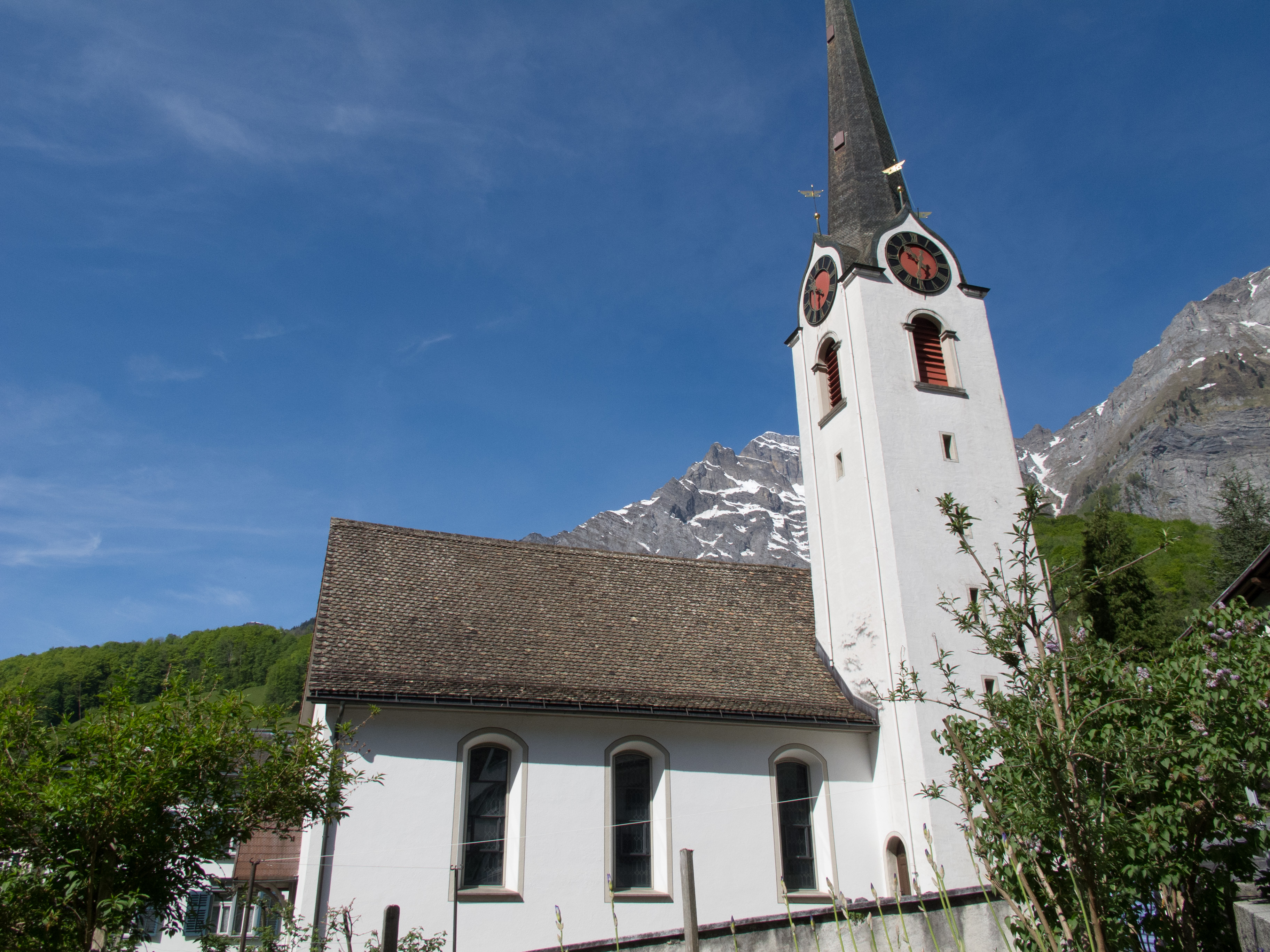
La chiesa riformata.

- Chiesa riformata, eretta nel 1725[1];
- Cappella cattolica, eretta nel 1951[1].

## Società

### Evoluzione demografica
L'evoluzione demografica è riportata nella seguente tabella:
Abitanti censiti

## Infrastrutture e trasporti
La località è servita dalla stazione di Mitlödi sulla ferrovia Ziegelbrücke-Linthal (linea S25 della rete celere di Zurigo).

## Amministrazione
Ogni famiglia originaria del luogo fa parte del comune patriziale che ha la responsabilità della manutenzione di ogni bene comune.